# Empire (album Blanche)
Empire è il primo album in studio della cantautrice belga Blanche, pubblicato il 29 maggio 2020 su etichetta discografica PIAS Recordings.

## Tracce
1. Intro – 0:18 (Ellie Delvaux, Pierre Dumoulin, Gilles Vogt, Joe Hammil, Rich Cooper)
2. Empire – 4:57 (Ellie Delvaux, Pierre Dumoulin, Gilles Vogt, Joe Hammil, Rich Cooper)
3. Till We Collide – 3:21 (Ellie Delvaux, Johnny Lattimer, Phil Cook)
4. Fences – 3:23 (Ellie Delvaux, François Gustin, Thomas Medard)
5. Only You – 3:55 (Ellie Delvaux, Pierre Dumoulin, Thomas Medard)
6. Lonely – 3:28 (Ellie Delvaux, Henri Peiffer, Johannes Genard)
7. How Does That Sound – 3:28 (Ellie Delvaux, Laura Welsh, Rich Cooper)
8. Soon – 3:17 (Ellie Delvaux, Toma Médard)
9. 1, 2, Miss You – 3:38 (Ellie Delvaux, Rich Cooper, Jessica Sharman)
10. Summer Nights – 3:54 (Ellie Delvaux, Emily Philips, Antony Whiting)
11. Pain – 4:26 (Ellie Delvaux, Pierre Dumoulin)
12. We Had – 4:02 (Ellie Delvaux, François Gustin, Jan Maarschalk Lemmens, Joe Hammil, PJ)
13. Stubborn – 3:39 (Ellie Delvaux, François Gustin, Matthew Alcin)

## Formazione
Musicisti
- Blanche – voce
- Rich Cooper – batteria
- Boris Gronemberger – batteria
- Bryan Hayart – batteria
- Alex Eichenberger – pianoforte, violoncello
- Amandine Sepulchre – pianoforte
- Geronimo de Halleux – pianoforte
- François Gustin – chitarra

Produzione
- Rich Cooper – produzione, ingegneria del suono
- François Gustin – produzione
- Neil Comber – missaggio
- Matt Colton – mastering
- Paul-Édouard Laurendeau – ingegneria del suono
- Daniel Bleikolm – ingegneria del suono

## Classifiche
| Classifica (2020) | Posizione massima |
| ----------------- | ----------------- |
| Belgio (Fiandre)  | 22                |
| Belgio (Vallonia) | 7                 |